# Tóth Gyula (labdarúgó, 1902)
Tóth Gyula (1902. január 13. – 1970. november 24.) válogatott labdarúgó, fedezet.

## Pályafutása

### A válogatottban
1922–1924 között 5 alkalommal szerepelt a válogatottban. Tagja volt az 1924-es párizsi olimpián részt vevő csapatnak, de pályára nem lépett.

## Statisztika

### Mérkőzései a válogatottban
| Magyarország | Magyarország         | Magyarország                    | Magyarország | Magyarország | Magyarország | Magyarország | Magyarország | Magyarország |
| #            | Dátum                | Helyszín                        | Hazai        | Eredmény     | Vendég       | Kiírás       | Gólok        | Esemény      |
| ------------ | -------------------- | ------------------------------- | ------------ | ------------ | ------------ | ------------ | ------------ | ------------ |
| 1.           | 1922. szeptember 24. | Bécs, Hohe Warte                | Ausztria     | 2 – 2        | Magyarország | barátságos   | -            |              |
| 2.           | 1922. november 26.   | Budapest, Üllői úti pálya       | Magyarország | 1 – 2        | Ausztria     | barátságos   | -            |              |
| 3.           | 1924. április 6.     | Budapest, Hungária körúti pálya | Magyarország | 7 – 1        | Olaszország  | barátságos   | -            |              |
| 4.           | 1924. május 4.       | Budapest, Hungária körúti pálya | Magyarország | 2 – 2        | Ausztria     | barátságos   | -            |              |
| 5.           | 1924. május 18.      | Zürich, Sportplatz Förrlibuck   | Svájc        | 4 – 2        | Magyarország | barátságos   | -            | 46'          |
|              | Összesen             |                                 |              | 5            | mérkőzés     |              | 0            | gól          |